# Северный аграризм
Се́верный (nordic agrarianism), скандина́вский (scandinavian agrarianism) или либера́льный аграри́зм (liberal agrarianism) — политическая традиция, характерная для скандинавских центристских (аграрных, сельских) партий, которые традиционно позиционируют себя в центре политического спектра, выполняя при этом роли, характерные для скандинавских стран, поэтому их трудно классифицировать с точки зрения традиционной политической идеологии.
Скандинавские центристские партии не являются приверженцами социализма или laissez-faire, придерживаясь разных взглядов на свободный рынок и защиту окружающей среды, и обычно сочетая в себе приверженность фермерству и малому бизнесу, сельским вопросам и политической децентрализации, а иногда и скептицизм по отношению к Европейскому союзу. На международном уровне они чаще всего связаны с Альянсом либералов и демократов за Европу (ALDE) и Либеральным интернационалом.
Сокращение крестьянства и сельского населения после Второй мировой войны заставило скандинавских центристов, исторически являвшихся крестьянскими и сельскими партиями, расширить сферу своей деятельности на другие проблемы и слои общества. Неслучайно в конце 1950-х две из них, шведская и норвежская, переименовали себя в Партии центра, а в 1965 году их примеру последовала и финская партия. В настоящее время основными партиями северного аграризма являются Партия Центра (Швеция), Венстре (Дания), Финляндский центр, Партия Центра (Норвегия) и Прогрессивная партия (Исландия).

## История
Крестьяне в скандинавских странах исторически имели беспрецедентную по сравнению с другими европейскими странами, степень политического влияния. Они были не только независимыми, но и представлены как четвёртое сословие в сословных собраниях, как в шведском риксдаге сословий. Таким образом, в Скандинавии (Швеция, Дания, Финляндия и Норвегия) аграрное движение на столетия предшествовало рабочему движению.
Первая из скандинавских аграрных партий, Венстре (в переводе с дат. — «Левая») в Дании, была образована в 1870 году как либеральная партия фермеров, выступающих за снижение налогов и объединившая различные группы bondevenner (друзей крестьян), существовавшие с момента Мартовской революции 1848 года. Второй аграрной партией стала Партия сельских жителей основанная в Швеции после реформы 1866 года, которая заменила старый риксдаг сословий современным риксдагом. Остальные аграрные партии возникли в начале XX века, чему способствовало введение в странах региона всеобщего избирательного права и пропорционального представительства. В отличие от других скандинавских аграрных партий, шведская Партия сельских жителей на рубеже 1900-х годов развивалась идеологически консервативно, во многом из-за оппозиции либералам и новым социал-демократам. Склонившись вправо, Партия сельских жителей в 1912 году объединилась с правой Партией национального прогресса и образовала новую Партию фермеров и буржуазии, которая в конечном итоге превратились в нынешнюю Умеренную партию.
В 1906 году был создан Аграрный союз в Финляндии, за ним в 1913 году появились Фермерская партия в Исландии, которая в 1916 году слилась с ещё одной аграрной партией, положив начало Прогрессивной партии, и Фермерский союз в Швеции, созданная группами отколовшимися от Партии сельских жителей. В 1920 году на базе Норвежского фермерского союза была создана Фермерская партия.
По мере того, как сельское население скандинавских стран сокращалось, аграрные партии стремились стать центристскими партиями, расширяя свои программы с тем чтобы привлечь городской электорат. В связи с этим возникла необходимость переименования. Шведская аграрная партия переименовалась в Центристскую в 1958 году, норвежская и финская партии приняли то же название в 1959 и 1965 годах соответственно.
Согласно исследованию Магнуса Бергли Расмуссена, проведённому в 2022 году, у фермерских партий были сильные стимулы сопротивляться расширению государства всеобщего благосостояния, а депутаты-фермеры постоянно выступали против чрезмерно щедрой политики социального обеспечения.
После падения СССР в странах Балтии появились Центристская партия Эстонии (1991) и Литовский центристский союз (1993—2003), явно созданные по образцу Швеции. Крестьянский союз Латвии посткоммунистической эпохи также рассматривает аграрные партии Северных стран как образцы, стремясь быть всеобъемлющей центристской партией, а не партией одних лишь крестьян и сельчан.

## Идеология
Отношение скандинавских аграристских партий к свободному рынку и экономическому либерализму неоднозначно. В то время как норвежские центристы и исландские прогрессисты выступают против либерализации экономики, другие, в первую очередь датские либералы и шведские центристы, выступают за свободный рынок и уделяют большое внимание экономическому росту и производительности. Из-за этого разделения датская Венстре описывается некоторыми исследователями как «сводная сестра» скандинавских аграристских партий. Тем не менее, все эти партии определяют себя как «несоциалистические», а некоторые также дистанцируются от ярлыка «буржуазных» (borgerlig), который традиционно присваивается консервативным и либеральным партиям.
Большинство скандинавских аграристских партий традиционно придерживались евроскептицизма, с акцентом на том, считают ли они проевропейскую политику лучшей или худшей для сельских общин своей страны. Наиболее последовательно против евроинтеграции выступают норвежские центристы, сохраняя эту позицию с референдума 1972 года. Также против членства в Евросоюзе выступают исландские прогрессисты, а датская Венстре наоборот, поддерживает членство Дании в Европейском союзе и Еврозоне.

## Электорат
Первоначально скандинавские аграристские партии ориентировались на крестьян (фермеров) и сельское население, но со временем адаптировались к сокращению крестьянства и сельского населения, диверсифицировав свою политическую базу. Так, Финляндский центр только 10 % поддержки получает от фермеров, а датская Венстре в 1998 году только 7 % голосов получила от фермеров. В Швеции вплоть до выборов 1988 года подавляющее большинство фермеров, от 60 до 70 %, голосовали за Партию Центра, но после этого поддержка партии со стороны традиционной базы снизилась, и сегодня электорат центристов составляет в основном городской средний класс, избиратели, не занимающиеся сельским хозяйством.

## Партии
| Партии скандинавского аграризма на текущий момент - Аландские острова: Аландский центр - Дания: Венстре - Фарерские острова: Партия союза - Финляндия: Финляндский центр - Исландия: Прогрессивная партия - Исландия: Партия центра - Норвегия: Партия центра - Швеция: Партия центра | Исторические партии скандинавского аграризма - Дания: Фермерская партия - Финляндия: Сельская партия Финляндии | Партии, близкие к скандинавскому аграризму за пределами скандинавских стран - Эстония: Центристская партия Эстонии - Латвия: Крестьянский союз Латвии - Литва: Союз крестьян и зелёных Литвы - Литва: Литовский центристский союз (1993—2003) |